# Armando Trovajoli
Armando Trovajoli (Rome, 2 september 1917 – aldaar, 28 februari 2013) was een Italiaans componist van filmmuziek.
Trovajoli componeerde de muziek voor meer dan 200 films. Hij werkte samen met regisseurs als Ettore Scola, Vittorio De Sica en Dino Risi. Hij was ook een van de echtgenoten van actrice Pier Angeli.

## Filmografie (selectie)
- 1952 - La tratta delle bianche
- 1959 - Il vedovo
- 1960 - La ciociara
- 1961 - Ercole alla conquista di Atlantide
- 1961 - Maciste l'uomo più forte del mondo
- 1961 - Totò, Peppino e... la dolce vita
- 1961 - Ercole al centro della terra
- 1962 - Boccaccio 70
- 1962 - Ulisse contro Ercole
- 1963 - Ieri, oggi, domani
- 1963 - I mostri
- 1963 - La visita
- 1963 - Il monaco di Monza
- 1964 - Matrimonio all'italiana
- 1964 - Se permettete parliamo di donne
- 1965 - Casanova '70
- 1966 - Operazione San Gennaro
- 1966 - L'arcidiavolo
- 1968 - Sette volte sette
- 1968 - Riusciranno i nostri eroi a ritrovare l'amico misteriosamente scomparso in Africa?
- 1969 - Il commissario Pepe
- 1969 - Vedo nudo
- 1970 - La moglie del prete
- 1970 - Dramma della gelosia
- 1972 - La più bella serata della mia vita
- 1973 - Sessomatto
- 1974 - Profumo di donna
- 1974 - C'eravamo tanto amati
- 1976 - Brutti, sporchi e cattivi
- 1976 - Telefoni bianchi
- 1977 - Una giornata particolare
- 1977 - In nome del Papa Re
- 1977 - La stanza del vescovo
- 1977 - I nuovi mostri
- 1980 - La terrazza
- 1981 - Passione d'amore
- 1982 - La Nuit de Varennes
- 1985 - Maccheroni
- 1987 - La famiglia
- 1989 - Che ora è?
- 1990 - Il viaggio di Capitan Fracassa
- 1998 - La cena
- 2001 - Concorrenza sleale